# Perforatella
Perforatella is een geslacht van weekdieren uit de klasse van de Gastropoda (slakken).

## Soorten
- Perforatella bidentata (Gmelin, 1791)
- Perforatella dibothrion (M. von Kimakowicz, 1884)
- Perforatella incarnata (Müller, 1774)
- Perforatella rubiginosa (Schmidt, 1853)